# Stipoideae
Sous-famille
Les Stipoideae sont une sous-famille de la famille des Poacées (Graminées).
Dans les récentes classification philogénétiques des Poaceae, cette sous-famille n'est plus reconnue et a été reclassée dans les Pooideae
| Tribus         | Genres |
| -------------- | --- |
| Ampelodesmeae  | Ampelodesmos |
| Anisopogoneae  | Anisopogon |
| Brachyelytreae | Brachyelytrum |
| Lygeae         | Lygeum |
| Nardeae        | Nardus |
| Stipeae        | Achnatherum, Aciachne, Anemanthele, Austrostipa, Danthoniastrum, Hesperostipa, Lorenzochloa, Jarava, Nassella, Orthachne, Oryzopsis, Piptatherum, Piptochaetium, Psammochloa, Ptilagrostis, Stipa, Trikeraia |